# مبنى الإذاعة والتلفزيون المصري

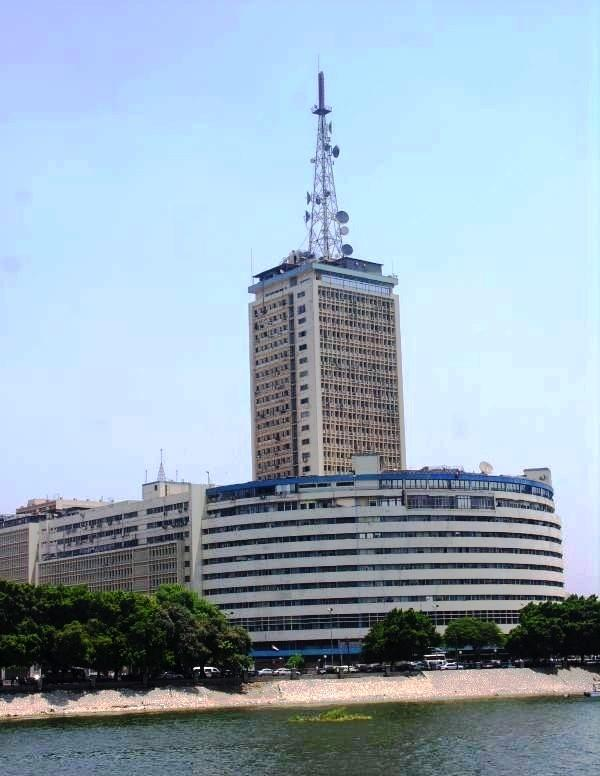
مبنى ماسبيرو

ماسبيرو هو اسم المبني الضخم على ضفة نيل القاهرة وهو مقر للتلفزيون المصري أقدم التلفزيونات الحكومية في الشرق الأوسط وأفريقيا، بعد تلفزيون العراق وماسبيرو أيضا هو اسم الشارع الذي يطل عليه هذا المبني.
وقد أطلق عليه هذا إلاسم تيمناً بعالم الآثار الفرنسي جاستون ماسبيرو (بالفرنسية: Gaston Maspero)‏ والذي شغل منصب رئيس هيئة الآثار المصرية.

## تاريخ بنائه
تم تشييد المبنى في عهد الرئيس الراحل جمال عبد الناصر بقرار منه ببدء البناء في أغسطس عام 1959 م على أن يتم الانتهاء منه في 21 يوليو 1960م وذلك ليواكب الاحتفال بالعيد الثامن لثورة يوليو، وتم تخصيص ميزانية البناء حوالي 108 ألفاً من الجنيهات على مساحة حوالي 12 ألف متر مربع، وبالفعل كان تحديًا أن ينتهي البناء في هذا الوقت القصير، وتم بث الإرسال منه بالفعل في الميعاد المحدد.